# St Illtyd’s Church (Oxwich)

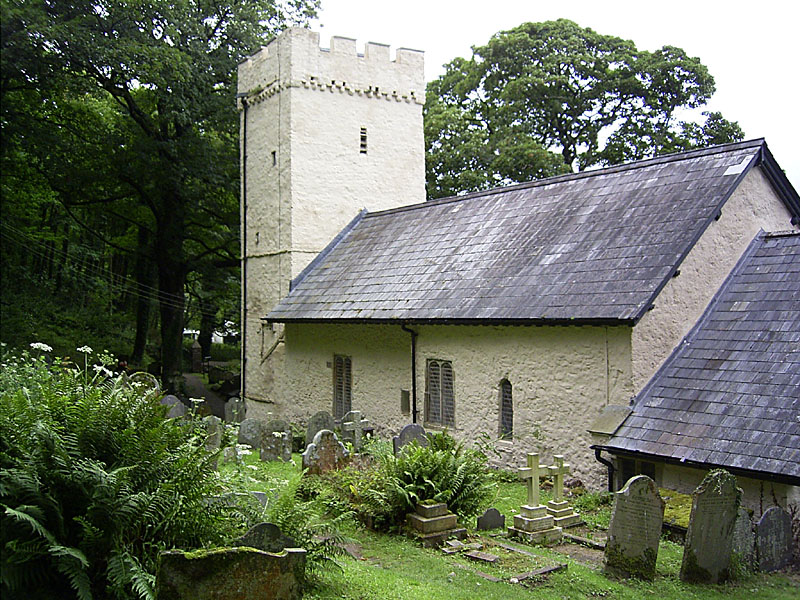
Nordansicht der Kirche

Die St Illtyd’s Church ist eine als Kulturdenkmal der Kategorie Grade II* geschützte mittelalterliche Kirche auf der Halbinsel Gower in Wales. 

## Lage
Die Kirche liegt in einem ummauerten quadratischen Kirchhof 1 km südöstlich vom Dorf Oxwich im Wald versteckt auf der Landspitze Oxwich Point. Von der Kirche kann man die Oxwich Bay überblicken, ein Fußweg führt zur Küste. 

## Geschichte
Angeblich befand sich bereits im 6. Jahrhundert an der Stelle der dem keltischen Heiligen Illtyd (Illtud) geweihten Kirche ein christliches Gotteshaus. Die heutige Kirche stammt zu großen Teilen aus dem 13. Jahrhundert. Das Schiff wurde später erweitert, vermutlich im 14. Jahrhundert, als auch der Westturm erbaut wurde. 
Die Kirche wurde mehrmals restauriert. Eine größere Restaurierung erfolgte 1892 auf Veranlassung der Töchter von Christopher Rice Mansel Talbot, die im nahen Penrice Castle einen Landsitz hatten. Dabei wurden die Fenster vergrößert, der Fußboden und das Dach erneuert und die Sakristei an der Südseite des Chores angebaut.
Die Kirche gehört heute zusammen mit der St Andrew’s Church im benachbarten Penrice, St Mary’s in Rhossili, St Cattwg’s in Port Eynon, St David’s in Llanddewi und St George’s in Reynoldston zur Parish of South West Gower, einer Pfarrgemeinde der Diözese Swansea und Brecon der Church in Wales. Auf Anfrage ist das Innere der Kirche außerhalb der Gottesdienste zu besichtigen.

## Baubeschreibung
Die einschiffige Kirche besitzt ein Schieferdach und ist aus Bruchstein erbaut, von außen weisen die unterschiedlichen Mauerstärken des Schiffes auf die zwei Bauabschnitte hin. Die Nordseite ist verputzt, der Eingang zur Kirche befindet sich im zinnengekrönten, fünfgeschossigen Westturm. Im Eingang im Turm sind zwei Grabplatten aus dem 13. und 14. Jahrhundert in der Wand eingelassen, die ursprünglich im Fußboden des Langhauses eingelassen waren und zwei Angehörige der Familie de la Mere darstellen, die zu dieser Zeit Herren von Oxwich Manor waren. Die Glocke im Westturm stammt aus dem 14. Jahrhundert, ihre Inschrift ähnelt der Inschrift der Glocken von Rhossili.
Der winzige Chor ist der älteste erhaltene Bauteil der kleinen Kirche und soll ein Teil der Zelle aus dem 6. Jahrhundert sein, wofür es aber keine Beweise gibt. Der schmale normannische Chorbogen deutet auf einen Bau des 12. Jahrhunderts hin, der ungewöhnlich kleine Chor auf einen älteren Ursprung. Das hölzerne Deckengewölbe stammt aus dem 19. Jahrhundert, ebenso wie das neugotische Chorfenster sowie die unregelmäßigen Fenster des Langhauses. Über dem Chorbogen befindet sich eine 1926 gefertigte hölzerne Kreuzigungsgruppe. Der hölzerne Hochaltar ist neugotisch, die Ausmalung der Chordecke erfolgte 1931 auf Anregung durch Leslie Young, dem künstlerischen Direktor des Sadler’s-Wells-Theaters in London, der in Oxwich seinen Urlaub verbrachte. Der Taufstein aus Sutton Stone soll der Überlieferung nach von dem keltischen Heiligen Illtyd in der Kirche aufgestellt worden sein, er wurde 1890 und 1923 umgebaut und an seiner heutigen Stelle in der südwestlichen Ecke der Kirche aufgestellt. An der Nordseite des Schiffes befinden sich in einer Nische zwei liegende Grabdenkmäler, die einen Ritter in Rüstung und seine Frau darstellen. Der Überlieferung nach sind es zwei Angehörige der Familie de la Mere, die im frühen 14. Jahrhundert in der Oxwich Bay ertrunken sein sollen. Nach anderer Deutung stellen sie Sir John Penres und seine Frau Margaret Fleming da, die im 15. Jahrhundert Herren von Oxwich Castle waren.

## Sonstiges
Im oberen Kirchhof befindet sich ein seit langem trockener Brunnen, der angeblich verwunschen war. Ein weißes Geisterpferd soll auf dem Kirchhof gesehen worden sein, das dann im Wasser des Brunnens verschwand.